# Верхний Алзак
Верхний Алзак — посёлок в Таштагольском районе Кемеровской области. Входит в состав Усть-Кабырзинского сельского поселения.

## География
Центральная часть населённого пункта расположена на высоте 524 метров над уровнем моря.

## Население
По данным Всероссийской переписи населения 2010 года, в посёлке Верхний Алзак проживает 9 человек (4 мужчины, 5 женщин).